# JK 2500
JK 2500 (nesprávně Tatra JK 2500) je označení dvoumístného sportovního kupé, které zkonstruoval Július Kubinský. Název vozu je tvořen iniciálami konstruktéra (JK) a zaokrouhlenou hodnotou objemu použitého motoru (2500 ccm). Vůz byl postaven v jediném exempláři v roce 1954.

## Technický popis

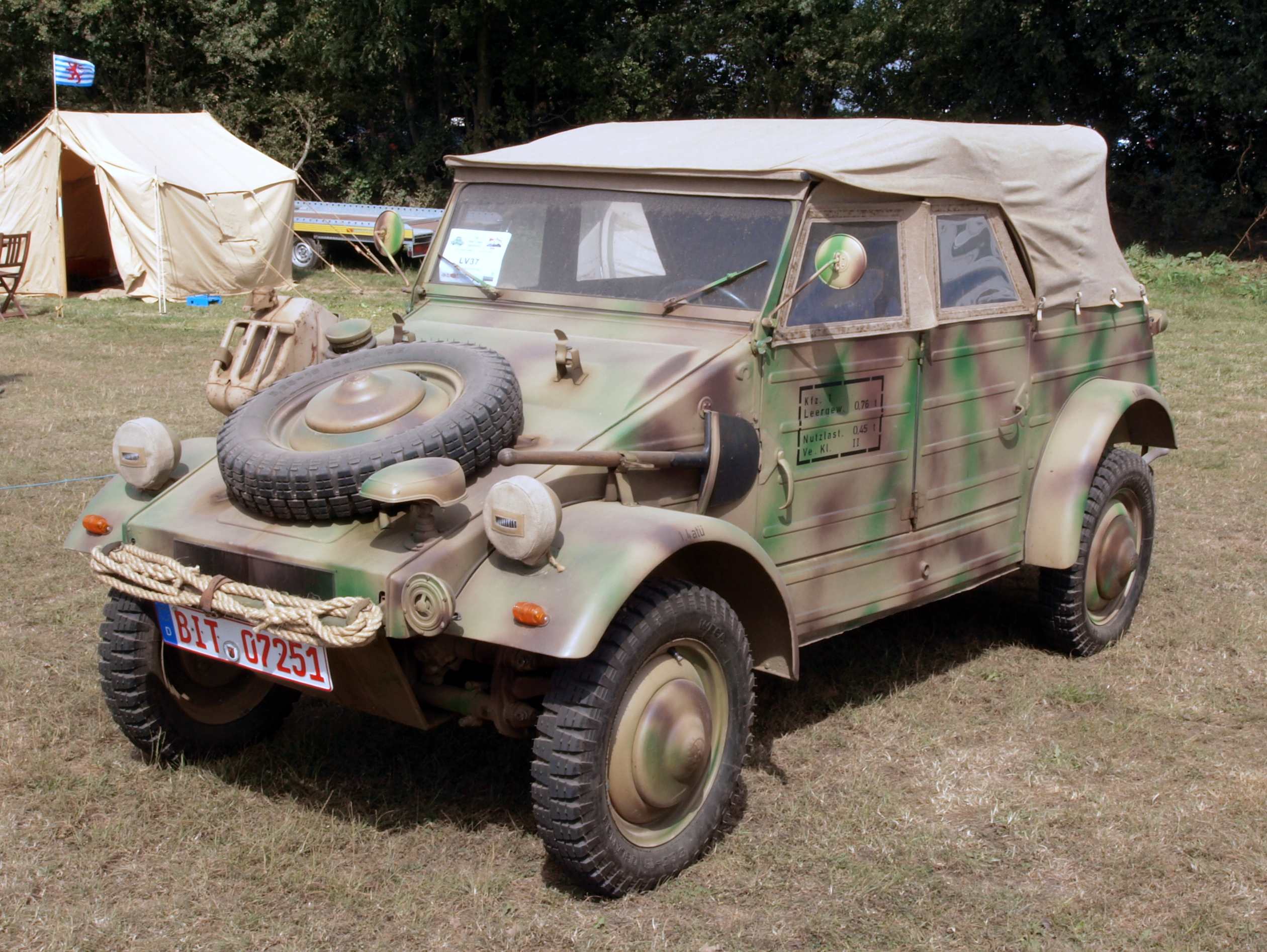
Německé armádní vozidlo KdF 82

Nosný rám vozu byl ručně svařen z bezešvých ocelových trubek, na něj byla osazena ručně vyrobená karosérie smíšené konstrukce (dřevěná, oplechovaná). V zadní části vozu byly umístěny dvě palivové nádrže, každá o objemu asi 30 litrů.
Pohonnou jednotku automobilu tvořil vzduchem chlazený vidlicový zážehový osmiválec Tatra 603, uložený v přední části karoserie. Hnací síla byla převáděna čtyřstupňovou převodovkou Alfa Romeo na zadní nápravu vlastní konstrukce, typu De Dion, se samosvorným diferenciálem. přední náprava pocházela z německého vojenského vozu KdF 82). Obě nápravy byly odpruženy zkrutnými tyčemi. Vůz stál na patnáctipalcových litých kolech originální konstrukce.

## Historie
Vývoj automobilu začal v roce 1951, když Kubinský pracoval v podniku Karosa Brno.

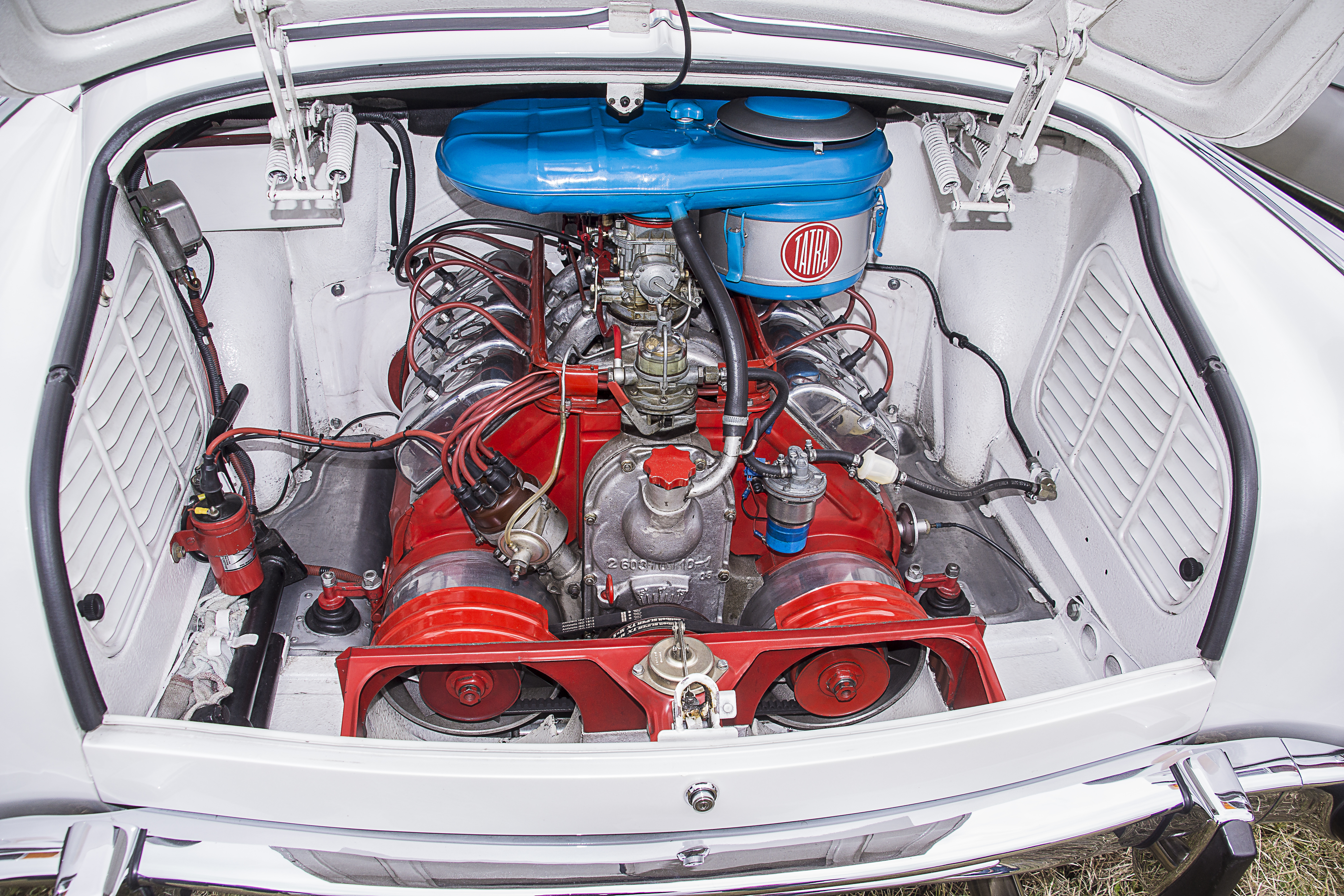
Motor Tatra 603

Konstruktér od počátku počítal s použitím vzduchem chlazeného motoru T 603, který byl v té době vyvinut a používán pro přestavby limuzín Tatra 87, neměl ho ale k dispozici. Pro první verzi automobilu tedy jako prozatímní zdroj pohonu použil kapalinou chlazený šestiválec Alfa Romeo S6 DOC o objemu 2443 ccm a výkonu 66 kW (90 k). Drátěná kola a bubnové brzdy pocházely z vozu Lancia Aurelia. Vůz v této podobě byl dostavěn na podzim 1955 a k jeho veřejnému představení došlo v lednu 1956, kdy časopis Svět motorů zveřejnil článek Také to dovedeme.
Později se Kubinskému podařilo získat motor T 603A o objemu 2545 ccm o výkonu 55,2 kW (75 k) (v provedení pro vojenský automobil Tatra 805), poskládaný z náhradních dílů. Vzhledem k nízké konstrukci automobilu musel motor podstatně upravit, aby se do karosérie vešel (například byl použit jeden tlačný větrák z Pragy V3S namísto páru větráků jako v T 805). Zároveň se pod přední kapotou uvolnilo místo po vodním chladiči, kam bylo nově umístěno náhradní kolo.
Roku 1958 byl vůz předveden v Kopřivnici, kde ho pak dva týdny testovali podnikoví soutěžní jezdci Alois Mark a Adolf Veřmiřovský. Vedení továrny mělo zájem o malosériovou výrobu nejméně pěti kusů, ale ty byly později zamítnuty. Kubinský aspoň dostal nabídku na zaměstnání v konstrukčním oddělení Tatry a pro svůj vůz získal nový motor T 603 (proto nesprávné označení Tatra JK 2500) vyladěný na 105 kW (143 k) [zdroj?], po jehož zamontování vůz mohl dosahovat rychlosti až 200 km/h., což si vyžádalo účinnější a rozměrnější brzdy – kvůli nim vůz dostal patnáctipalcová litá kola Kubinského vlastní konstrukce.
Július Kubinský vlastnil svůj automobil celkem 13 let a po celou tuto dobu na něm prováděl další úpravy. Nakonec vůz prodal, další osud vozu není známý a není jisté, zda se vůbec dochoval.